# Copelatus gschwendtneri
Copelatus gschwendtneri är en skalbaggsart som beskrevs av Guignot 1939. Copelatus gschwendtneri ingår i släktet Copelatus och familjen dykare. Inga underarter finns listade i Catalogue of Life.